# ブルックス・ブラザーズ
ブルックス・ブラザーズ（英語: Brooks Brothers）は、アメリカ合衆国で創業された世界最古の紳士服販売店およびそのブランド。1818年にブルックス家によってニューヨークで創業された。アメリカを代表するブランドである。

## 概要

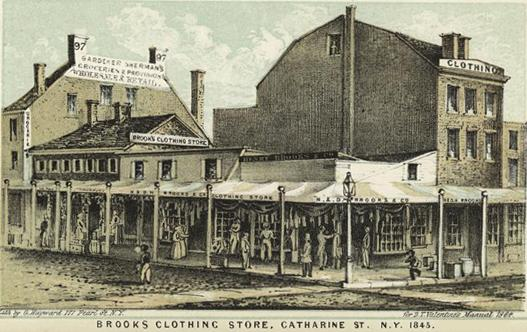
ニューヨークの一号店（1845年）

アメリカン・クラシック・スタイル（アメリカン・トラディショナル・スタイル）の代表ブランドと位置づけられており、アメリカでは最も古くから続く衣料品店として2018年には創業200周年を迎える。エイブラハム・リンカーン、ジョン・F・ケネディ、バラク・オバマなど古くから現在に至るまで多くの歴代アメリカ大統領に愛され、リンカーンが暗殺されたときに着ていたのも、ブルックス・ブラザーズで誂えたコートであった。ナンバー・ワン・サック・スーツ（I型スーツ）をはじめて世に出した。

## 沿革
1818年、ヘンリー・サンズ・ブルックスがニューヨークでH. & D. H. Brooks & Co.として創業。1833年にヘンリー・サンズ・ブルックスが死去、長男のヘンリー・ジュニア・ブルックスが経営を受け継ぎ、1845年にはアメリカで初めてレディ・メイド（既製品）のスーツを販売。1850年、ヘンリー・ジュニア・ブルックスの弟であるエドワード、エリシャ、ダニエル、ジョンのブルックス兄弟らが経営を受け継ぎBrooks Brothersに改名、同時に、リボンで吊り下げられた「GFロゴ」と呼ばれる子羊のロゴ（ゴールデン・フリース）が導入された。
アメリカ国外への事業展開は、1979年の日本が最初。その後はしばらく国外進出はなかったが、近年はインターネットを介した売上げが多い地域である、イギリスやフランスなどのヨーロッパ、中国や韓国などのアジアへ進出している（2008年時点）。
2001年。世界の眼鏡市場で独占的な地位を築いているルクソティカグループの御曹司であるクラウディオ・デル・ヴェッキオに買収された。
2020年7月8日、新型コロナウイルス感染症の流行による長期間に渡る店舗営業の休止が響き、連邦破産法11章の適用を申請し経営破綻した。
2020年8月11日、オーセンティック・ブランズ・グループとサイモン・プロパティ・グループの合弁会社、SPARC Group LLCに売却された。

## ポロカラーシャツ
ボタンダウン・カラーのタイプのシャツはブルックス・ブラザーズの定番ブランドと考えられている。長年、オックスフォード綿生地、ゆったりした形（Traditional Fit）のドレスシャツを製造販売した。
ポロカラー（ボタンダウン）自体の発祥は、英国のポロ競技（またクリケットやフットボール）の選手などの襟先を身頃にボタンで留めつけていたシャツとされる（襟が風にあおられない工夫）。ブルックス・ブラザーズでは1896年に商品開発した。
なお、レジメンタルタイも同様にブルックスブラザーズが販売する以前から存在している。

## 日本での事業展開

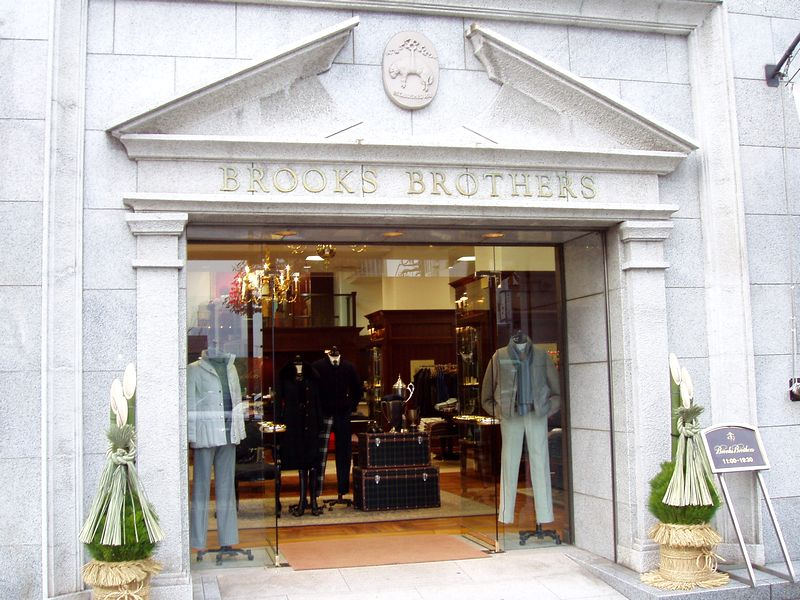
入口上部のレリーフに描かれた「ゴールデン・フリース」。日本の青山店（2007年、現在は閉店）

日本では、1979年2月に日本法人として株式会社ブルックスブラザーズジャパンを設立し、初めてアメリカ国外に進出。ブルックスブラザーズジャパンは、本国の合弁先の変遷を経て、現在はBROOKS BROTHERS GROUP INC.とダイドーリミテッドとの合弁会社であり、ダイドーリミテッドの連結子会社でもある。
本国のブルックス・ブラザーズは2020年7月8日に経営破綻したが、ブルックスブラザーズジャパンは本国のブルックス・ブラザーズの影響を受けずに事業を継続している。当初は店舗閉鎖を行わないとしていたが、2020年7月と8月に青山店など10店舗を閉鎖した。
ダイドーリミテッドは2020年11月9日に、株式を追加取得して保有比率を80.5%に高め、ブルックスブラザーズジャパンを連結子会社化する事を発表。2021年1月29日に追加取得が完了したと同時に、ブルックスブラザーズジャパンはダイドーリミテッドの連結子会社となった。
ダイドーリミテッドは、ブルックスブラザーズジャパンを連結子会社することにより、ブルックスブラザーズジャパンの安定運営につなげるとしている。

### 日本における店舗
詳細は 店舗一覧 を参照。

## ギャラリー

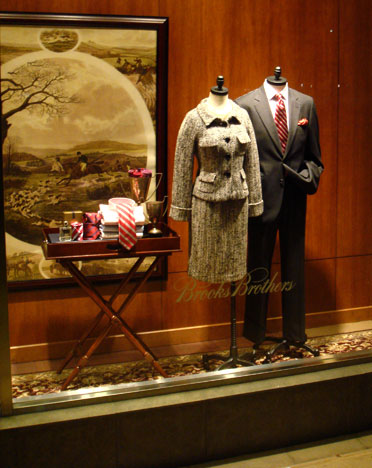
アメリカの店舗ウィンドー（2007年）
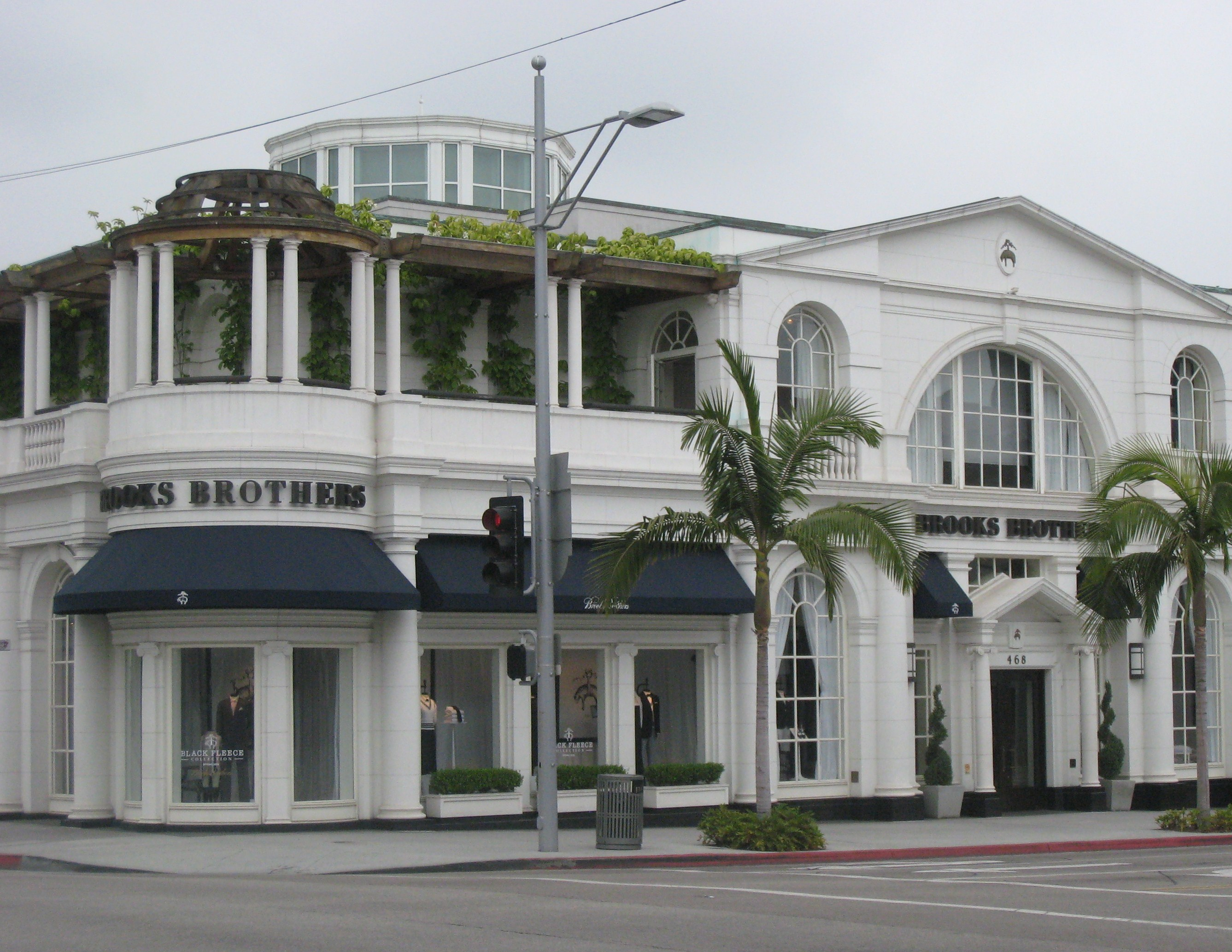
ビバリーヒルズの店舗（2008年）
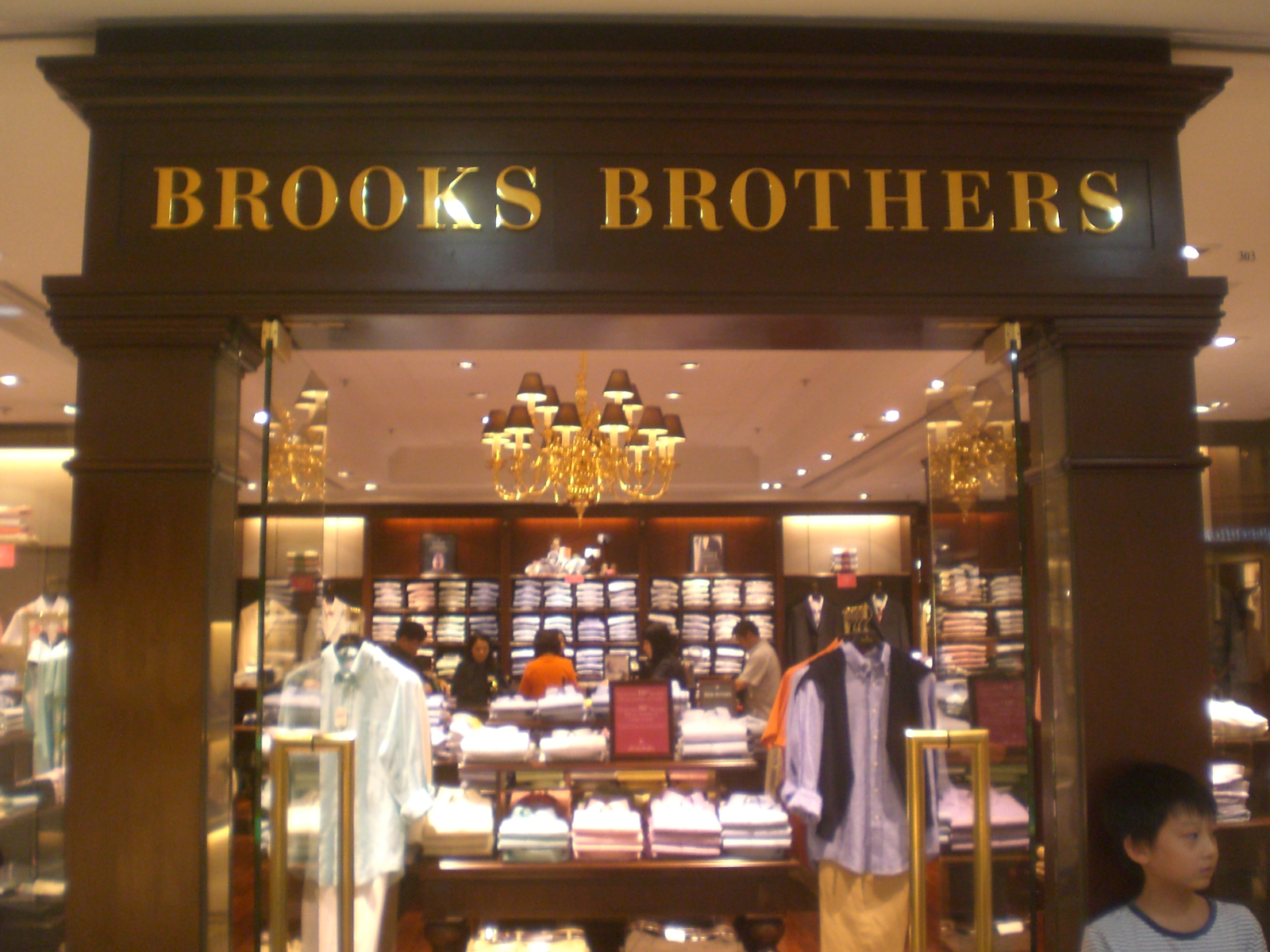
香港の店舗（2009年）
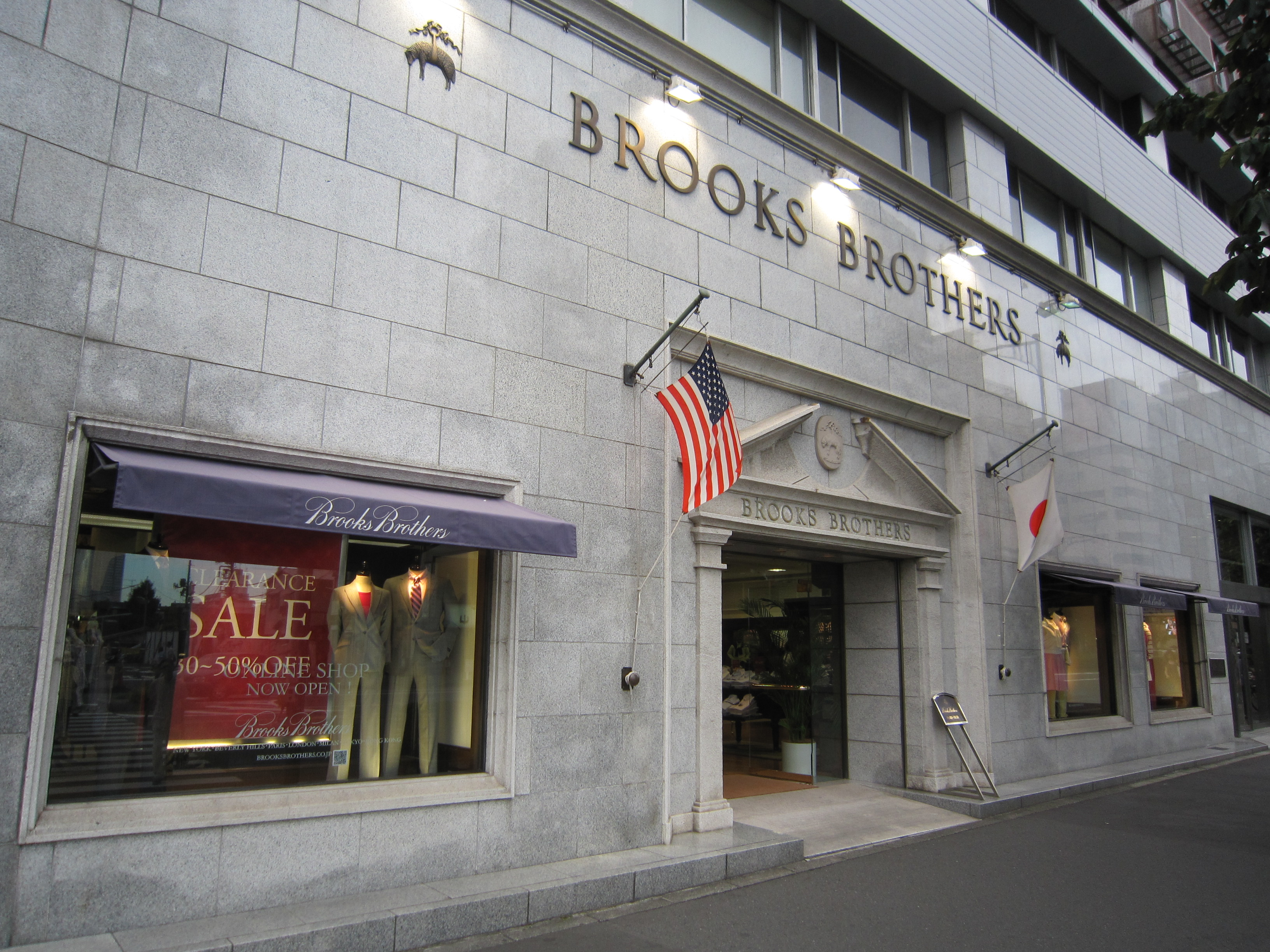
日本の青山店（2010年、現在は閉店）
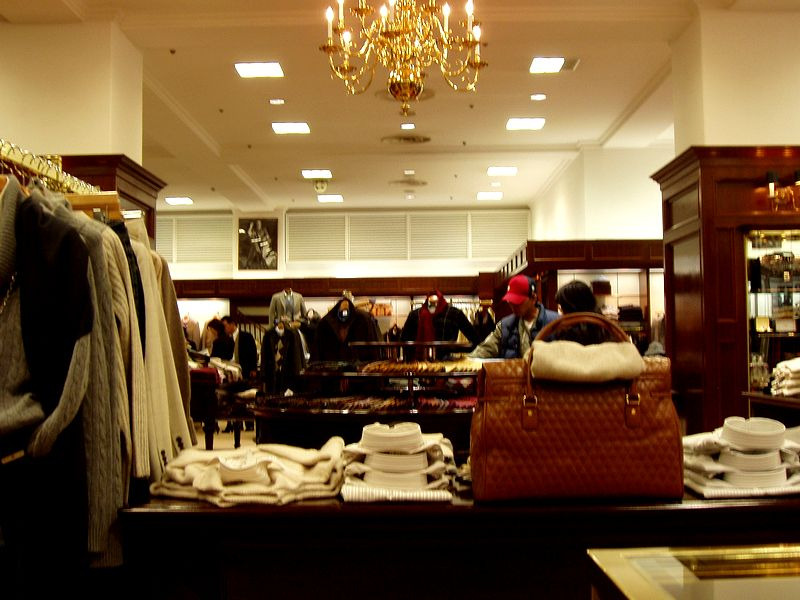
青山店店内（2007年、現在は閉店）
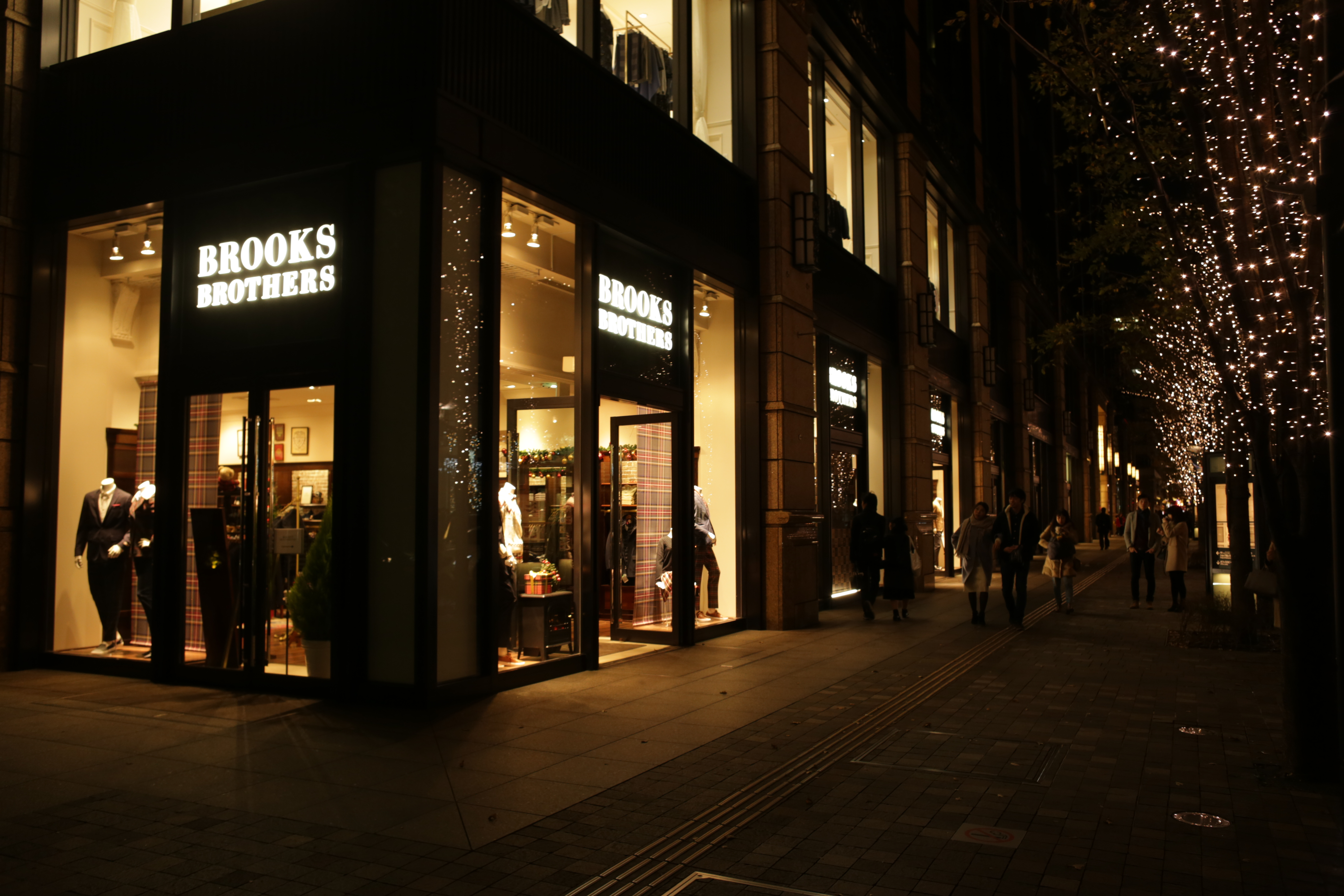
丸の内店(2017年)
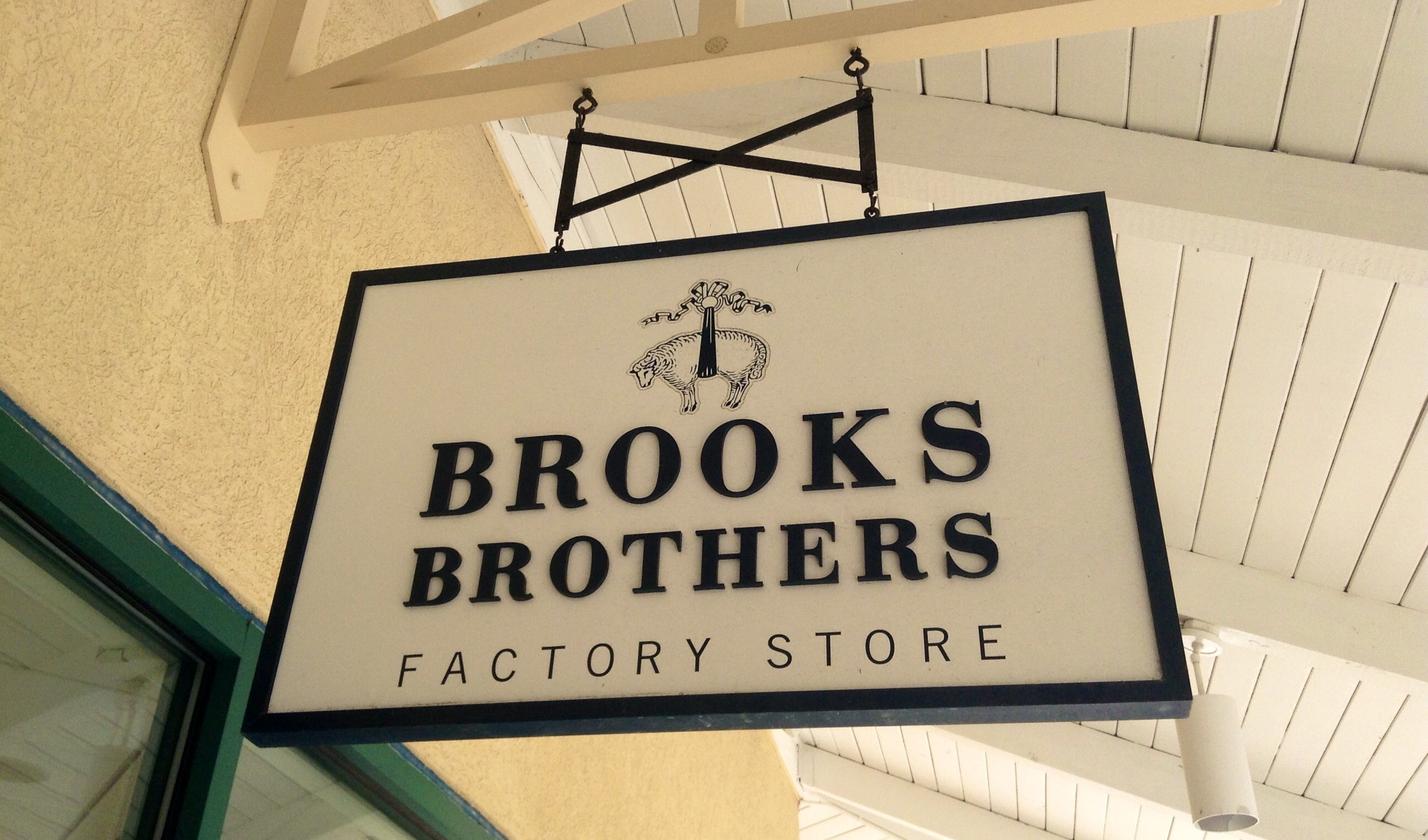
GFロゴの子羊